# Blenniidae

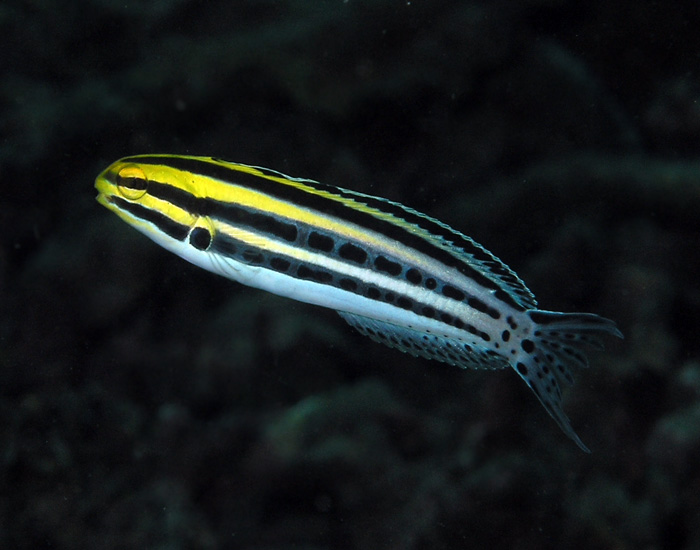
Meiacanthus grammistes

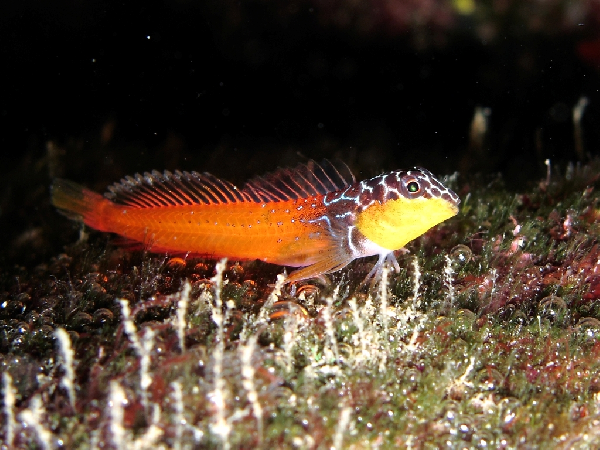
Lipophrys nigriceps

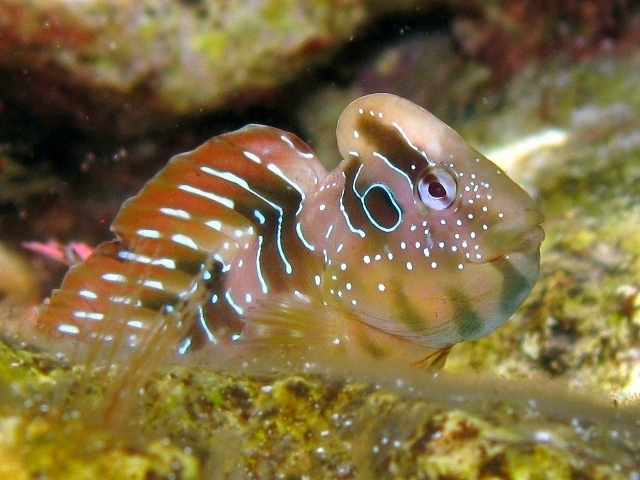
Salaria pavo

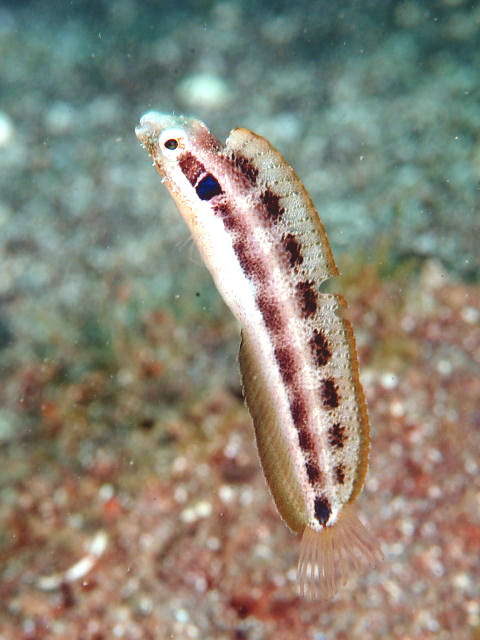
Petroscirtes springeri

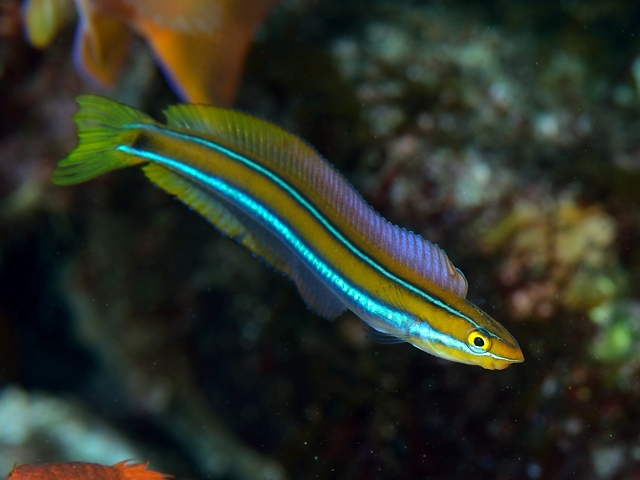
Plagiotremus rhinorhynchos

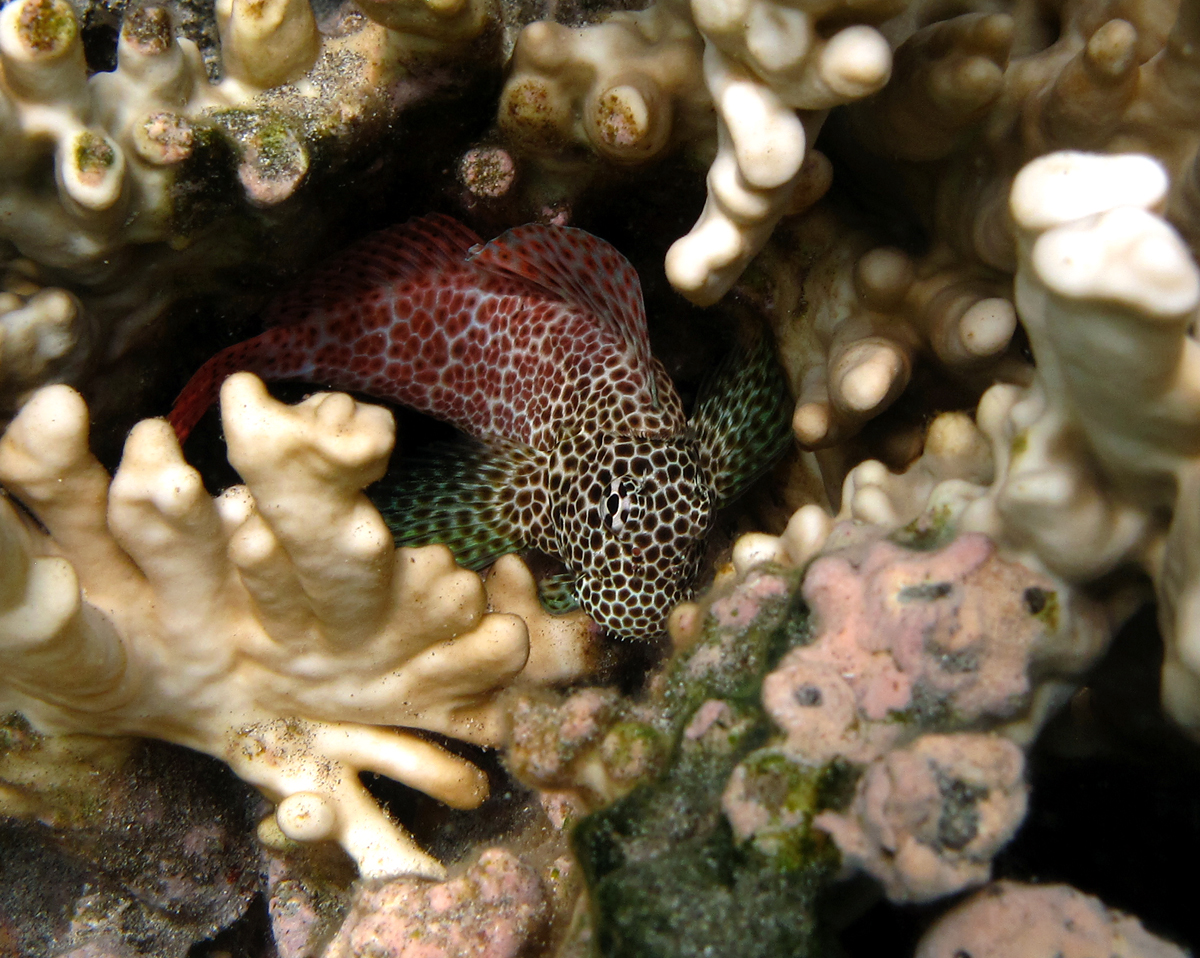
Exallias brevis

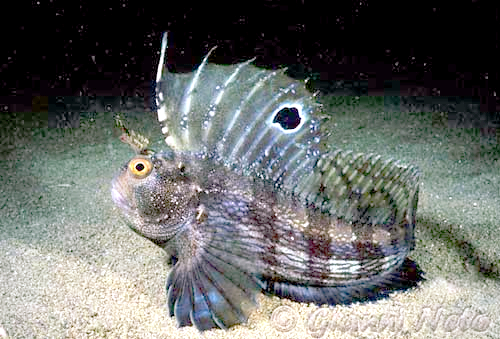
Blennius ocellaris

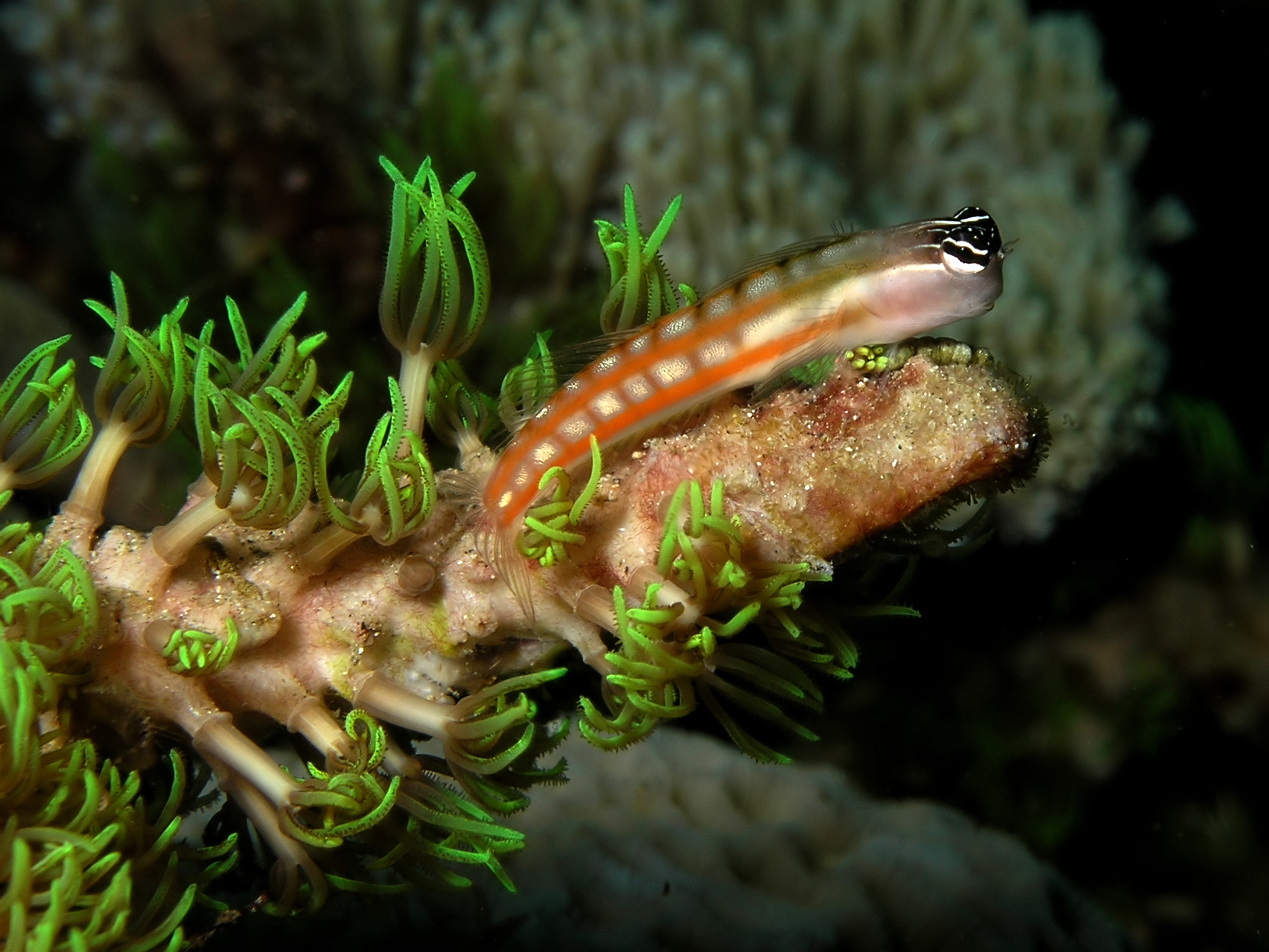
Ecsenius axelrodi

I Blenniidae sono una famiglia di pesci ossei principalmente marini appartenenti all'ordine Perciformes. Sono comunemente noti in italiano come bavose.

## Descrizione
I Blenniidae hanno corpo allungato e muso arrotondato o tronco, con fronte quasi verticale. Tratti caratteristici della famiglia sono le creste e i lobi cutanei disposti sulla testa (tentacoli nasali, sopraorbitali e nucali), che rivestono grande importanza per la tassonomia di generi e specie. Gli occhi sono vicini al profilo dorsale del capo, spesso sporgenti. Il corpo è privo di scaglie ma è coperto di un muco viscido. I denti sono numerosi, robusti, di solito piccoli anche se alcune specie hanno grosse zanne caniniformi In alcune specie del genere Meiacanthus queste zanne sono scanalate e collegate a ghiandole velenifere. La vescica natatoria non è mai presente negli adulti. La linea laterale può essere completa o arrestarsi poco oltre la testa. I raggi spiniformi e molli delle pinne non sono facilmente distinguibili perché i primi sono morbidi e i secondi non sono mai divisi. La pinna dorsale è lunga, composta per metà da raggi spinosi morbidi e metà da raggi molli; di solito è di altezza omogenea ma in alcune specie può avere un'incisione mediana e le due parti possono essere di altezza e forma diverse. La pinna anale è lunga, ha due raggi spinosi e altezza uniforme. La pinna caudale non è mai biloba. Le pinne ventrali sono inserite in posizione giugulare, sono ridotte con un raggio spinoso brevissimo e da 1 a 3 raggi molli; in due generi sono assenti. Le pinne pettorali sono ampie.
La colorazione è molto variabile, anche nell'arco di pochi minuti, per effetto di cambiamenti nelle condizioni ambientali o dello stato d'animo dell'animale. Molte specie hanno colorazione mimetica, altre hanno colori vivacissimi.
Le dimensioni sono in genere inferiori a 15 cm, Xiphasia setifer raggiunge i 53 cm.

## Biologia

### Alimentazione
In genere sono onnivori e si cibano di alghe e di invertebrati. Poche specie sono planctofaghe. Alcuni Blenniidae si cibano di scaglie e pezzi di pelle di altri pesci. Per avvicinarsi a pesci di grossa taglia potenzialmente pericolosi la specie Aspidontus taeniatus imita il labride pulitore Labroides dimidiatus non solo nell'aspetto e nella livrea ma perfino nel modo caratteristico di nuotare.

### Riproduzione
Le bavose sono ovipare, a fecondazione esterna, con uova adesive deposte in un nido. Il nido è formato da un buco nella roccia o nel sedimento, oppure in una valva di mollusco bivalve. Le uova vengono sorvegliate dal maschio o da entrambi i genitori. Le larve sono pelagiche e spesso si trovano in acque basse costiere. In molte specie il dimorfismo sessuale è evidente.

## Distribuzione e habitat
Sono diffusi pressoché in tutti i mari del mondo con l'eccezione di quelli polari ma sono particolarmente diffusi in quelli tropicali e subtropicali. Sono comuni con molte specie (molte delle quali endemiche) nel mar Mediterraneo. In generale l'endemismo è comune tra i blennidi a causa delle limitate capacità di dispersione di questi pesci. Poche specie (tra cui Salariopsis fluviatilis) si sono adattate alla vita nelle acque dolci, poche altre si possono trovare in acqua salmastra. Le specie marine sono quasi invariabilmente costiere, frequenti su fondi duri, barriere coralline, foreste di mangrovie e nei pressi delle foci dei fiumi, sempre in acque basse, anche del piano mesolitorale. Alcune specie possono uscire dall'acqua e sostare sugli scogli emersi per qualche tempo. Tutti i Blenniidae sono strettamente bentonici.

## Tassonomia
La famiglia Blenniidae comprende 53 generi per complessive 345 specie.
- Aidablennius
- Alloblennius
- Alticus
- Andamia
- Antennablennius
- Aspidontus
- Atrosalarias
- Bathyblennius
- Blenniella
- Blennius
- Chalaroderma
- Chasmodes
- Cirripectes
- Cirrisalarias
- Coryphoblennius
- Crossosalarias
- Dodekablennos
- Ecsenius
- Enchelyurus
- Entomacrodus
- Exallias
- Glyptoparus
- Haptogenys
- Hirculops
- Hypleurochilus
- Hypsoblennius
- Ichthyocoris
- Istiblennius
- Laiphognathus
- Lipophrys
- Litobranchus
- Lupinoblennius
- Meiacanthus
- Mimoblennius
- Nannosalarias
- Oman
- Omobranchus
- Omox
- Ophioblennius
- Parablennius
- Parahypsos
- Paralipophrys
- Paralticus
- Parenchelyurus
- Pereulixia
- Petroscirtes
- Phenablennius
- Plagiotremus
- Praealticus
- Rhabdoblennius
- Salaria
- Salariopsis
- Salarias
- Scartella
- Scartichthys
- Spaniblennius
- Stanulus
- Xiphasia

## Pesca
Non hanno nessuna importanza per la pesca.

## Acquariofilia
Alcune specie vengono frequentemente allevate negli acquari marini tra cui: Salarias fasciatus,
Ophioblennius atlanticus, Ecsenius midas, Ecsenius bicolor.